# Alopecosa cedroensis
Alopecosa cedroensis là một loài nhện trong họ Lycosidae.
Loài này thuộc chi Alopecosa. Alopecosa cedroensis được Jörg Wunderlich miêu tả năm 1992.